# Felsőszék
Felsőszék (románul: Sâg) település Romániában, Szilágy megyében.

## Fekvése
Szilágy megyében, Krasznafüzes, Füzespaptelek, Tuszatelke és Bánháza között fekvő település.

## Története
Felsőszék nevét az oklevelek 1341-ben említették először Zeek néven.
1481-ben Zek, 1523-ban Zik, Zyk, 1546-ban Zeekh, 1760-ban Felső- és Alsó-Szék, 1808-ban Felső-Szék néven írták.
Két Szék nevű település volt a régi Kraszna megyében. Az egyik Alsó-Szék volt, amely Márka településsel nőtt össze. Ma Márkaszék néven nevezik, a másik a máig meglevő Felsőszék (Felső-Szék).
1341-ben az oláh lakosságú Zeek Valkóvár tartozéka volt, s mint a Valkóvárhoz tartozó birtokba ekkor Dancs mestert iktatták be, de ez ellen Gergely fia Jakab tiltakozott.
1564-ben Felsőszék birtokába II. János király Nagyfalusi Losonczi Bánffy Farkasnak adományozta.
1574-ben a Losonczy Bánffy család tagjai elcserélik egymás között birtokaikat, később Rákóczi birtok lett.
1795-ben Wolkenstein-Trostburgi gróf felesége Aspermont Anna vallomása szerint Szék Krasznához tartozott, s mint Rákóczi Ferenc féle birtokot a Kincstár magának tartotta meg..
1847-ben Felsőszéknek 683 lakosa volt, valamennyien görögkatolikusok.
1890-ben 967 lakosa volt, melyből 18 magyar, 939 oláh, 10 egyéb nyelvű volt, ebből 948 görögkatolikus, 1 görögkeleti, 1 református, és 17 izraelita. A házak száma 190 volt.

## Nevezetességek
- Görögkatolikus fatemploma - 1721-ben épült. Anyakönyvet 1824-től vezetnek.